# لويد بيركنر
لويد فيل بيركنر (بالإنجليزية: Lloyd Berkner)، و (1 فبراير 1905 في ميلووكي ، ويسكونسن - 4 يونيو 1967  في واشنطن العاصمة) هو فيزيائي ومهندس أمريكي. كان أحد مخترعي جهاز القياس الذي أصبح منذ ذلك الحين قياسيًا في محطات الأيونوسفير  لأنه يقيس ارتفاع وكثافة الإلكترون في الغلاف الأيوني. كانت البيانات التي تم الحصول عليها في الشبكة العالمية لهذه الأدوات مهمة للنظرية المتطورة للانتشار الراديوي بالموجات القصيرة التي قدم فيها بيركنر ذاته مساهمات مهمة.
في وقت لاحق قام بالبحث في تطور الغلاف الجوي للأرض، ونظرًا لأنه كان بحاجة إلى بيانات من العالم كله، فقد اقترح السنة الجيوفيزيائية الدولية (IGY) في عام 1950.  في ذلك الوقت، كانت IGY أكبر دراسة تعاونية للأرض على الإطلاق.
انتُخب بيركنر زميلا في الأكاديمية الأمريكية للفنون والعلوم عام 1956. تم تنفيذ اقتراحه السنة الجيوفيزيائية الدولية من قبل المجلس الدولي للنقابات العلمية عندما كان رئيسًا في 1957-1959، وقد كان أيضًا عضوًا في اللجنة الاستشارية العلمية للرئيس الأمريكي عام 1958 بينما كان رئيسًا لـ Associated Universities Inc.
في عام 1963، قدم بيركنر مع ليون كارول مارشال(Leon C. Marshall) نظرية لوصف الطريقة التي تطورت بها أجواء الكواكب الداخلية للنظام الشمسي.
اعتبارًا من عام 1926، بصفته ضابطًا بحريًا، ساعد بيركنر في تطوير أنظمة الرادار والملاحة، وهندسة إلكترونيات الطائرات البحرية، والدراسات التي أدت إلى بناء نظام الإنذار المبكر البعيدة، وهي سلسلة من محطات الرادار المصممة لمنح الولايات المتحدة تحذير مسبق في حالة وقوع هجوم صاروخي عبر القطب الشمالي.  
عمل بيركنر مع قادة مجتمع دالاس لإنشاء مركز أبحاث الدراسات العليا في الجنوب الغربي (أعيدت تسميته فيما بعد بمركز الجنوب الغربي للدراسات المتقدمة، والذي سيصبح في النهاية جامعة تكساس في دالاس). 
كتب أكثر من 100 ورقة والعديد من الكتب، بما في ذلك روكتس والأقمار الصناعية (1958)، والعلوم في الفضاء (1961)، والعصر العلمي (1964).
في عام 1961، كان بيركنر رئيسًا لمعهد مهندسي الراديو.

## ميراثه
سميت مدرسة لويد ف.بيركنر الثانوية في ريتشاردسون ، تكساس باسمه في عام 1969، وكذلك قاعة لويد ف.بيركنر في جامعة تكساس في دالاس. تم تسمية الحفرة القمرية بيركنر تكريما له. تم تسمية جزيرة بيركنر في القارة القطبية الجنوبية أيضًا باسم بيركنر بسبب عمله كمشغل راديو في أول رحلة بيرد إلى أنتاركتيكا في عام 1928. 
كان بيركنر متزوجًا من ليليان فولكس بيركنر ولديه طفلان.  

## روابط خارجية
- الأكاديمية الوطنية للعلوم مذكرات السيرة الذاتية